# Rumbo
Pour l’article homonyme, voir Urani Rumbo.
Pour plus de détails, voir Fiche technique et Distribution.
Rumbo est un film espagnol réalisé par Ramón Torrado, sorti en 1950.

## Synopsis
Rumbo, un beau jeune homme d'origine gitane a sauvé Gabriel du suicide. Ce dernier lui demande de prendre sa place pour un voyage qu'il devait faire.

## Fiche technique
- Titre : Rumbo
- Réalisation : Ramón Torrado
- Scénario : Ramón Torrado et H.S. Valdés d'après la pièce de théâtre de Antonio Quintero et Rafael de León
- Musique : Manuel L. Quiroga
- Photographie : Andrés Pérez Cubero
- Montage : Gaby Peñalba
- Production : Daniel Mangrané
- Société de production : Cinem. Madrileña
- Pays :  Espagne
- Durée : 90 minutes
- Dates de sortie : 
  -  Espagne : 20 février 1950

## Distribution
- Fernando Granada : Rumbo
- Paquita Rico : Dulcenombre
- Fernando Fernández de Córdoba : Gabriel Hurtado Mendoza
- Julia Lajos : la mère de Piluchi
- Manuel Arbó : Manuel
- Eloísa Muro : Doña Lola
- Miguel Gómez : Dr. Salvador
- Rosita Valero : Piluchi
- José Riesgo : Federico

## Distinctions
Le film a été présenté en sélection officielle en compétition au Festival de Cannes 1951.